# الاحتجاجات والانتفاضات في التبت منذ عام 1950

علم التبت

حدثت الاحتجاجات والانتفاضات في التبت ضد حكومة جمهورية الصين الشعبية منذ عام 1950، وتشمل انتفاضة 1959 وانتفاضة 2008 واحتجاجات التضحية بالنفس اللاحقة.
على مر السنين، حولت الحكومة التبتية في المنفى، الإدارة التبتية المركزية (سي تي إيه)، هدف موقفها المقاوم من محاولة التعاون المدروس مع الحكم الذاتي، إلى المطالبة بالاستقلال الكامل، والسعي إلى «حكم ذاتي حقيقي لجميع التبتيين الذين يعيشون في مقاطعات التبت التقليدية الثلاثة في إطار جمهورية الصين الشعبية». ولكن، لم يقتنع جميع التبتيين المنفيين باتباع سياسة نهج الطريق الوسط للإدارة التبتية المركزية، وأعرب الكثيرون عن إحباطهم في عام 2008، ضد رغبات الدالاي لاما، من خلال التحريض على الاستقلال.
رُجح انتقال طبيعة المقاومة إلى مرحلة أخرى بعد إعلان الدالاي لاما الرابع عشر تقاعده من الحياة السياسية قبل انتخابات أبريل 2011 لصالح سيكيونغ (رئيس الوزراء) الذي أصبح منذ ذلك الحين الزعيم السياسي للتبت. رغم أن المرشحين الثلاثة الرئيسيين فضلوا نهج الطريق الوسط.

## نهج الطريق الوسط 1973
يسعى جوهر نهج الطريق الوسط، وفقًا لمكتب الدالاي لاما، إلى التعايش القائم على المساواة والتعاون المتبادل. ويعرف على أنه:
موقف معتدل وغير حزبي يصون المصالح الحيوية لجميع الأطراف المعنية- يضمن للتبتيين: حماية ثقافتهم ودينهم وهويتهم الوطنية والحفاظ عليها؛ وللصينين: أمن وسلامة أراضي الوطن الأم؛ وللدول المجاورة والأطراف الثالثة الأخرى: الحدود السلمية والعلاقات الدولية. 
زرعت بذور نهج الطريق الوسط في أوائل السبعينيات في سلسلة من المشاورات الحكومية الداخلية والخارجية. شُجع الدالاي لاما في عام 1979 عندما أخبر دينج شياو بينج شقيقه جيالو ثوندوب أنه «باستثناء الاستقلال، يمكن حل جميع القضايا الأخرى عن طريق المفاوضات». وافق الدالاي لاما على متابعة المفاوضات للتوصل إلى حل سلمي ومفيد للطرفين بدلًا من القتال لاستعادة الاستقلال. أرسل ثلاث بعثات لتقصي الحقائق في التبت وكتب لدنغ شياو بينج رسالة شخصية طويلة قبل أن يسافر ممثلوه إلى بكين في عام 1982 لبدء المفاوضات. ولكن، ذكروا أن نظرائهم الصينيين لم يكونوا مهتمين بمناقشة الوضع في التبت، باستثناء مستقبل الدالاي لاما الرابع عشر وأحواله الشخصية. ولكن، في الثمانينيات، أرسل الدالاي لاما 6 وفود إلى الصين. وفي عام 1987، قبل تجمع حقوق الإنسان التابع للكونغرس الأمريكي، كشف الدالاي لاما عن خطة السلام ذات النقاط الخمس باعتبارها «خطوة أولى نحو حل دائم».
1. تحويل التبت بالكامل إلى منطقة سلام؛
2. التخلي عن سياسة نقل السكان الصينية التي تهدد وجود التبتيين كشعب؛
3. احترام حقوق الإنسان الأساسية والحريات الديمقراطية لشعب التبت؛
4. استعادة البيئة الطبيعية للتبت وحمايتها والتخلي عن استخدام الصين للتبت لإنتاج الأسلحة النووية وإلقاء النفايات النووية؛
5. بدء مفاوضات جادة بشأن الوضع المستقبلي للتبت والعلاقات بين شعبي التبت والصين.

في العام التالي، ألقى الدالاي لاما خطابًا أمام البرلمان الأوروبي وقدم ما سُمي لاحقًا بمقترح ستراسبورغ لعام 1988، الذي أوضح نهج الطريق الوسط ورؤية للمصالحة، محاكيًا ما يصفه بعض المؤرخين بأنه علاقة سيادة بين الصين والتبت. دعى الاقتراح أساسًا إلى إقامة تبت ديمقراطية ذات سيادة كاملة على شؤونها الداخلية وشؤونها الخارجية غير السياسية، مع احتفاظ الصين بمسؤوليتها عن سياسة التبت الخارجية والحفاظ على وجودها العسكري مؤقتًا.
/*ميدالية الكونغرس الذهبية الممنوحة إلى «الدالاي لاما الرابع عشر في التبت تينزن غياتسو». يقتبس الجانب الخلفي منها قوله، «يجب أن يطور السلام العالمي من السلام الداخلي. السلام ليس غياب العنف. السلام هو مظهر التعاطف الإنساني.»

## التضحية بالنفس منذ 2009 حتى الآن
في يوليو 2020، كان 156 راهبًا وراهبة وشخصًا عاديًا قد أحرقوا أنفسهم في التبت، منذ 27 فبراير 2009 بعدما أضرم تابي، وهو راهب شاب من دير كيرتي، النار في نفسه في سوق مدينة نغاوا، مقاطعة نغاوا، سيتشوان. كان بعض المتظاهرين الذين أحرقوا أنفسهم من المراهقين. وقعت معظم هذه الحوادث في مقاطعة سيتشوان، خاصة حول دير كيرتي في مدينة نغاوا، مقاطعة نغاوا، سيتشوان، ووقعت بعضها في مقاطعتي قانسو وتشينغهاي ومنطقة التبت ذاتية الحكم. وشارك التبيون في احتجاجات تضحية بالنفس في الهند وكاتماندو، نيبال. في عام 2011، بدأ التبتيون موجة من التضحية بالنفس في الصين والهند ونيبال بعد حادثة فونتسوغ للتضحية بالنفس في 16 مارس 2011 في مقاطعة نغاوا، سيتشوان. قال الدالاي لاما إنه لا يشجع الاحتجاجات، لكنه أشاد بشجاعة المشاركين في التضحية بالنفس. وألقى باللوم في التضحية بالنفس على «الإبادة الجماعية الثقافية» التي ارتكبها الصينيون. قال رئيس مجلس الدولة ون جيا باو إن مثل هذه الإجراءات المتطرفة تضر بالانسجام الاجتماعي وأن التبت ومناطق التبت في سيتشوان جزء لا يتجزأ من الأراضي الصينية. ووفقًا لمجلة ذي إيكونوميست، تسببت عمليات التضحية بالنفس في تشديد موقف الحكومة.
كان لتضحيات التبتيون بأنفسهم احتجاجًا على الهيمنة الصينية على التبت تأثيرًا أكبر من الاحتجاجات السابقة؛ رغم الخسائر الكبيرة في الأرواح في أثناء احتجاجات التبت في عام 2008 من جانب كل من التبتيين والهان في التبت، إذ لم تبلغ الحكومة الصينية عن الضحايا ببساطة. من ناحية أخرى، نتج عن التضحية بالنفس صورًا درامية للمتظاهر في أثناء حرقه أو بعد ذلك، أمكن نقلها بسهولة عبر الإنترنت إلى وسائل الإعلام والمؤيدين. إذ وصلت خدمات الإنترنت إلى المناطق النائية في الصين حيث يعيش التبتيون.